# Achille Monti (letterato)
Achille Monti (Roma, 15 aprile 1825 – Roma, 16 dicembre 1879) è stato un poeta e letterato italiano.

## Biografia
Achille Monti è nato a Roma il 15 aprile 1825, da Giovanni, pittore, originario d'Alfonsine e nipote di Vincenzo Monti, e da Angelica Mecatti ed è morto a Roma, il 16 dicembre 1879. Nel 1844 morì il padre, che Achille ricordò in Cenni sulla vita di Giovanni Monti, 1851.

### L'esordio
Laureato in Legge a "La Sapienza" nel 1847, non esercitò la professione di avvocato, ma si dedicò alla letteratura, come il suo celebre prozio. Si unì in matrimonio con Lucia Lattanzi. Con lo pseudonimo Alfredo Bianchi pubblicò il suo primo articolo Divertimenti privati. Suoi versi apparvero dal 1848 su Album. Giornale letterario e di belle arti, di cui divenne collaboratore. Frequentava i corsi universitari di Eloquenza latina e italiana di Luigi Maria Rezzi e di Francesco Massi. Intorno al 1854 entrò nell'orbita dei poeti della Scuola romana che si ispiravano al classicismo di Rezzi, e partecipava alle loro riunioni informali al caffè Nuovo, a piazza San Lorenzo in Lucina (sotto palazzo Ruspoli), stringendo amicizia con Giovanni Battista Maccari. Prese parte a raccolte di poesie della Scuola romana: Strenna romana per l'anno 1858, 1858,  Nel patrio festeggiare il sesto centenario di Dante Alighieri,  1865, In morte di Giulia Cagiati, 1866, A nostra signora del Buon Consiglio il Municipio di Genazzano, 1867, Poesie per Bettina Alessandretti, 1868. Pubblicò una raccolta di poesie di un poeta della Scuola romana, prematuramente scomparso: Luigi Celli, Versi, a cura di Achille Monti, 1870.
Austero moralista e  profondamente religioso, Monti si ispirava alla poesia e alla prosa italiana del Trecento, a Giovanni Boccaccio, a Giovanni Villani, a Dino Compagni, a Franco Sacchetti. Scrisse nel 1854 due Canzoni per le nozze Giuseppe Mochi da Cagli-Fermina Colonna da Narni. Pubblicò le sue Odi a Firenze, nel 1856, con dedica alla memoria del padre, che furono poi ripubblicate insieme a scritti della figlia di Vincenzo Monti, in: Versi e lettere di Costanza Monti Perticari e Odi di Achille Monti, 1860. Nella forma poetica si ispirava a Parini, ma nel gusto rievocava i versi di Orazio. Scrisse sonetti berneschi, pubblicati su periodici.

### Collaborazione a riviste
Apprezzato per l'eleganza e la scioltezza della prosa, Monti figura tra i compilatori di periodici come l'Imparziale fiorentino  e Il Novellatore, nella cui direzione affiancò Paolo Emilio Castagnola. Dal 1860 al 1865 scrisse su Arti e lettere, che era la collezione di quaderni mensili di Francesco Gasparoni che nel 1866 fu trasformata in periodico: Il Buonarroti. Alla morte di Gasparoni, ne rievocò i meriti in: Cenni sulla vita e sugli scritti di Benvenuto Gasparoni, 1867.
Monti pubblicò saggi di erudizione, su Annibal Caro, La casa del Domenichino, Salvator Rosa, Le case abitate dal Vasari e le sue pitture in Roma, Dante e Roma, I motti morali scritti sulle case di Roma. Collezionista attento di monete papali, Monti dette prova delle sue competenze numismatiche nei saggi di erudizione: I motti sacri morali ed istoriati intagliati sulle monete di alcuni papi raccolti ed illustrati e Le monete monumentali dei papi. Diversificava i suoi interessi culturali: La patria e le case del Metastasio, 1872, Il Petrarca visita Roma nell'anno 1337, 1876.

### Gli ultimi anni
Achille Monti curò, insieme con il cugino Giovanni Monti, la pubblicazione delle  Lettere inedite del Foscolo, del Giordani e della signora di Stael a Vincenzo Monti, 1876, e delle Postille inedite ai commenti del Lombardi e del Biagioli sulla Divina Commedia, 1879. Espresse il suo patriottismo nel 1870, con la canzone A Vittorio Emanuele II Re d'Italia. 
Achille Monti conobbe Aleardo Aleardi e Giosuè Carducci. Ebbe incarichi gratuiti di sopraintendente delle scuole comunali. 
La sua vasta produzione fu scrupolosamente catalogata da Enrico Narducci in: Prose e versi stampati da Achille Monti, in: Il Buonarroti, settembre 1879, pp. 314-331, sulla base di un elenco redatto dallo stesso autore. In gran parte la sua opera fu ripubblicata, a cura dei figli, in: Scritti in prosa ed in versi di Achille Monti, 3 vol., 1882- 85, i cui primi due volumi riguardano gli scritti in prosa, le lettere e le iscrizioni, e il terzo accoglie i componimenti poetici editi e gli inediti.